# Free & Easy
«Free & Easy» es el sencillo n.º 26 de la cantante japonesa Ayumi Hamasaki, lanzado al mercado el día 24 de abril del año 2002 bajo el sello avex trax. 

## Detalles
"Free & Easy", la cual fue escrita por Ayumi Hamasaki, compuesta por CREA y D·A·I, arreglada por HΛL, y mezclada por Yasuo Matsumoto, marca la entrada de la artista a un nuevo estilo que poco a poco iría tomando, con ritmos y letras mucho más fuertes y crudas (en el videoclip de la canción Ayumi es condenada a muerte y es quemada atada a un tronco, para más tarde sepultarla) algo que sin duda marca a esta canción.
El sencillo incluye versiones original e instrumental del tema principal, "Free & Easy", aparte de dos remezclas de su anterior álbum I am..., uno con toques 2-Step y House remezclado por CMJK (pista 2) más uno con un toque más de Trance remezclado por los Warp Brothers (pista 3). Este fue el primer sencillo que dejó de contener más de 4 canciones desde Boys & Girls en el 1999.
La creación del tema es el resultado de una repentina inspiración de Hamasaki y sus productores sentida tras participar en la sesión fotográfica para la revista que curiosamente también se llama Free & Easy. La canción, que marca el inicio de una nueva etapa musical de la artista desde el 2002, es notable por sus fuertes letras y también por el arreglo estilo gótico obra de los productores HΛL. En una entrevista realizada por el sitio oficial de Hamasaki fue revelado que originalmente habían llamado a otros músicos para que arreglaran el tema, pero tras escuchar lo que HΛL podía aportar al mensaje de la canción fuerone escogidos.
El mensaje escrito por la misma Ayumi con respecto a esta canción:

En este tema, escribí los sentimientos que experimentaba en el momento. En otras palabras, "Quiero ser una persona que vive tomando responsabilidad de su propia libertad" y "Quiero ser una persona para quien estas palabras son absolutamente aplicables". Pero, al momento de la grabación, ya que como tenía una idea tan clara de lo que quería decir, se me hizo más difícil de lo común crear una melodía que encajara con el mensaje de las letras. 

El video musical es considerado uno de los más profundos en cuanto a un mensaje oculto, a pesar de su simplicidad. Dentro de este Ayumi es condenada a muerte, y aunque no se muestra el momento en cuestión, al término aparece un ataúd que supuestamente contiene el cuerpo de la joven.

## Lista de canciones
1. «Free & Easy» "Original Mix"
2. «Naturally» "dolly remix"
3. «still alone» "Warp Brothers Extended Mix"
4. «Free & Easy» "Original Mix -Instrumental-"

## Posicionamiento
Posición del sencillo en Oricon.
| Lanzamiento          | Listas                     | Posición | Ventas  | Semanas |
| -------------------- | -------------------------- | -------- | ------- | ------- |
| 24 de abril del 2002 | Oricon Weekly Single Chart | #1       | 487 000 | 9       |

- Datos: Q2296987